# 沖縄の観光戻税制度

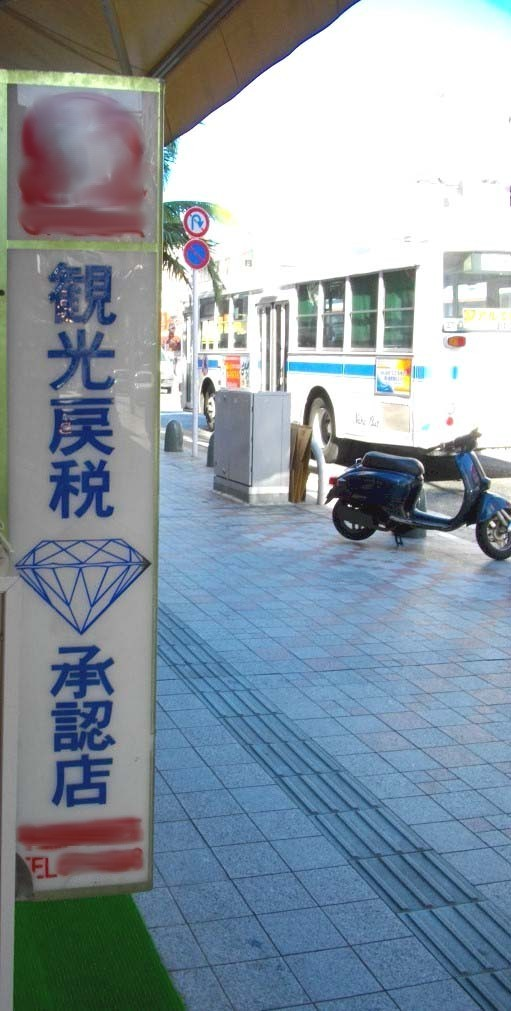
観光戻税承認店だった宝石店の看板

観光戻税制度（かんこうもどしぜいせいど）とは1972年から2002年まで、沖縄県の観光産業の振興を目的に設けられていた制度である。

## 概要
日本復帰前の沖縄県は関税や酒税・たばこ税などの税率が大変低く、外国製品の購入が観光の大きな目玉であった。1972年（昭和47年）の日本への復帰後、これらの税率は日本本土と同等とされ、外国製品は増税となり大幅に値上げされたが、増税の代替措置及び観光産業振興支援策として、観光客が購入した製品を未使用のまま沖縄県外に持ち出すことが条件に、特定の品目に限り物品税（のち消費税）や酒税を還付する観光戻税制度が導入された。
当初は本制度を利用する観光客は多かったものの、沖縄観光の目的がショッピングからマリンレジャーなどに変容し、また円高の進行や輸入関税の引き下げによって本土でも安く外国製品が購入できるようになったこと、1989年（平成元年）の消費税の導入による物品税の廃止、ウイスキーやブランデーなどハードリカーの酒税の引き下げによる戻税額の減少等から、本制度の利用者は1980年代以降年々減少した。
2002年（平成14年）に、沖縄振興策として特定免税店制度が導入されたことに伴い、観光戻税制度は廃止された。特定免税店は、沖縄県から沖縄県外へ渡航する者であれば、沖縄県在住者を含めて、誰でも利用でき品目の制限がないため日本人にとっては国内旅行で免税ショッピングができる。ただし関税のみが対象で消費税やたばこ税など他の間接税は免税にならない。

## 観光戻税対象品目
- ウイスキー及びブランデー
- 身辺用細貨類
- 珊瑚・象牙・鼈甲製品
- 腕時計
- 香水
- 喫煙用ライター
- 万年筆
- 革製ハンドバッグ